# Gare d'Auber
Pour les articles homonymes, voir Auber.
La gare d'Auber est une gare ferroviaire française de la ligne A du RER, située sous la rue Auber, dans le 9e arrondissement de Paris.
Elle est mise en service en 1971 par la Régie autonome des transports parisiens (RATP).

## Situation

### Ferroviaire
La gare d'Auber est située au point kilométrique (PK) 20,31 de la ligne A du RER, entre les gares de Charles de Gaulle - Étoile et de Châtelet - Les Halles.

### Géographique
Elle est située sous la rue Auber, qui relie la place de l'Opéra au carrefour de la rue Tronchet, du boulevard Haussmann et de la rue du Havre, près de la gare Saint-Lazare. Le nom de la rue vient d'Esprit Auber, compositeur français du XIXe siècle.

## Histoire
La gare est construite à partir de 1968 sous la houlette de l'architecte André Wogenscky, avec l'aide des architectes d'intérieurs Alain Richard et André Monpoix. Elle est inaugurée en novembre 1971.
Selon la RATP, la fréquentation annuelle en 2021 est estimée à 6 549 601 voyageurs.
Une campagne de mesures a été menée du 10 novembre au 8 décembre 2009 par Airparif, avec le concours de la RATP, étude qui s'inscrit dans le cadre d'une convention entre les deux organismes. Elle a pour objectif de mieux connaître la qualité de l'air dans les espaces ferroviaires exploités par la RATP, ainsi que les impacts et bénéfices des transports en commun sur la qualité de l'air extérieur. Une première campagne du même type avait déjà été menée à la station de métro Faidherbe - Chaligny en 2008.
Peu appréciée en raison de sa saleté, une rénovation de la gare est entreprise depuis 2017 et s'achèvera en 2022.

## Service des voyageurs

### Accès
La gare dispose de cinq accès :
- Accès 1, rue Auber : 6 rue Auber ;
- Accès 2, place Diaghilev : 37, boulevard Haussmann ;
- Accès 3, rue des Mathurins : 5, rue des Mathurins ;
- Accès 4, Haussmann • Mogador : 50, boulevard Haussmann ;
- Accès 5, Haussmann • Charras : 56, boulevard Haussmann.

La signalétique en gare indique les accès à deux grands magasins : 
- L'accès n°4 se situe à l'entrée du bâtiment L'Homme des Galeries Lafayette Haussmann et permet un accès direct à celui-ci.

- L'accès n°5 débouche à proximité immédiate du Printemps Haussmann.

### Quais
La gare comporte 2 quais.

### Desserte
La gare est desservie par les trains de la ligne A du RER.

### Intermodalité
La gare est en correspondance directe avec le RER E à la gare d'Haussmann - Saint-Lazare. Elle est également en correspondance directe avec les lignes 3 et 9 du métro à la station Havre - Caumartin et avec les lignes 3, 7 et 8 à la station Opéra.
Ce réseau souterrain de correspondances, le plus vaste de Paris, permet de rejoindre à pied, par différents couloirs, d'un côté la place de l'Opéra, de l'autre l'église Saint-Augustin, via la station Saint-Lazare. Ainsi, sans que cela apparaisse sur les plans des lignes, il est également possible de relier par ce biais, outre les lignes précitées, les stations Saint-Augustin (ligne 9) et Saint-Lazare (lignes 3, 12, 13 et 14). La gare de Paris-Saint-Lazare est aussi accessible via ces couloirs. Une correspondance entre cette dernière et la gare d'Auber apparaît également sur les plans des lignes L et J, ainsi que sur les panneaux locaux des deux gares concernées,. Elle n'apparaît cependant pas sur les plans de la ligne A,.
D'autre part, en surface, la rue Auber est parcourue ou croisée par de nombreuses lignes de bus :
- lignes 20, 21, 22, 27, 29, 32 (vers Gare de l'Est), 42, 53, 66, 68, 95 et RoissyBus du réseau de bus RATP ;
- ligne à vocation touristique Tootbus Paris ;
- lignes N15 et N16 du réseau de bus Noctilien.

## À proximité
- Opéra Garnier
- Grands magasins du Printemps et des Galeries Lafayette

Galerie de photographies
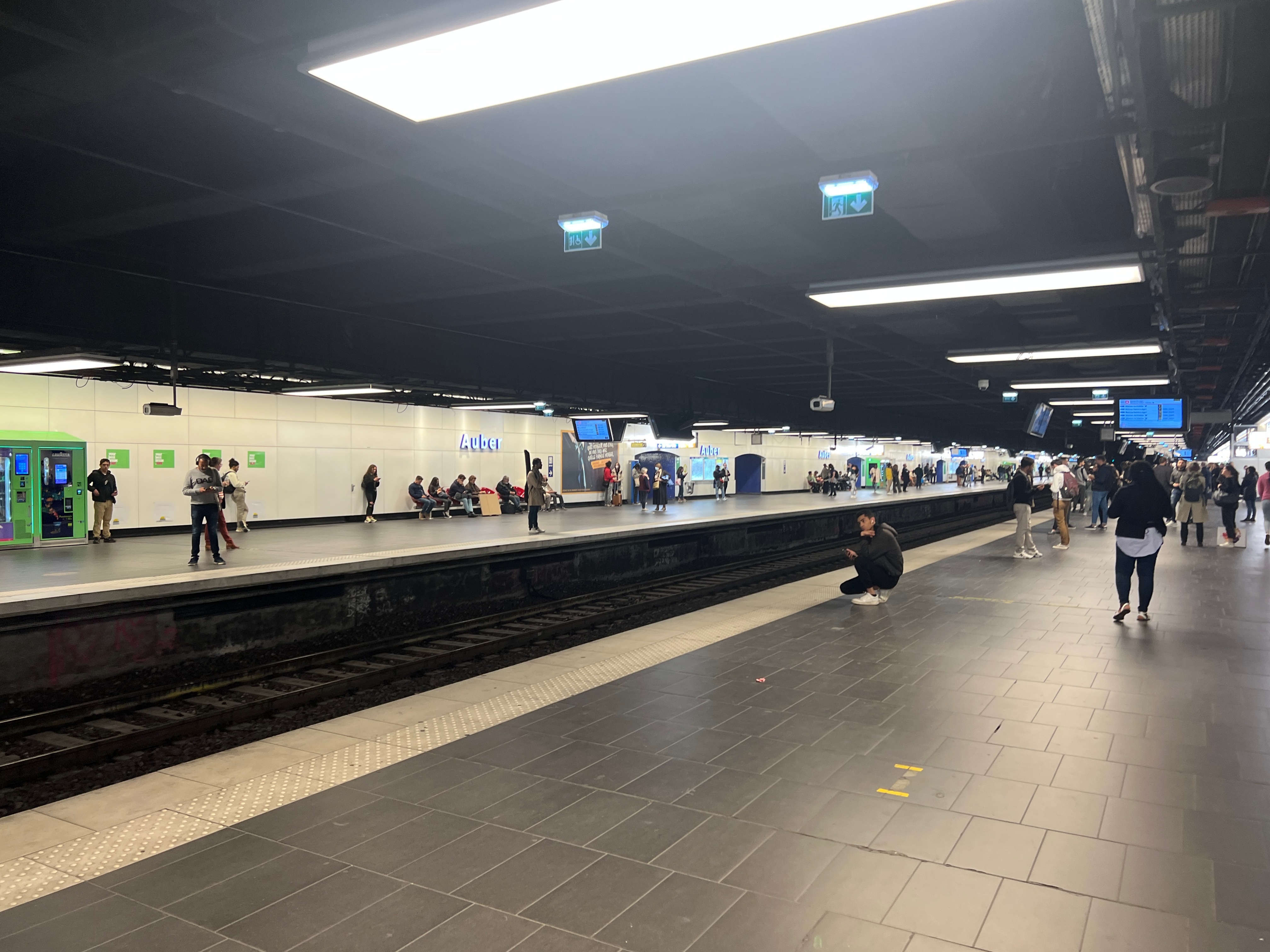
Les quais de la gare en 2022.
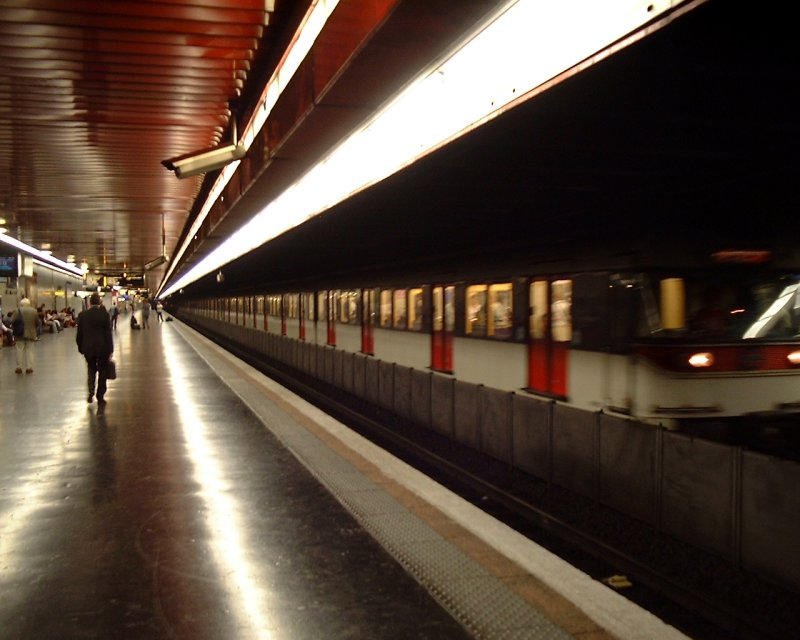
Le quai de la gare en 2005.
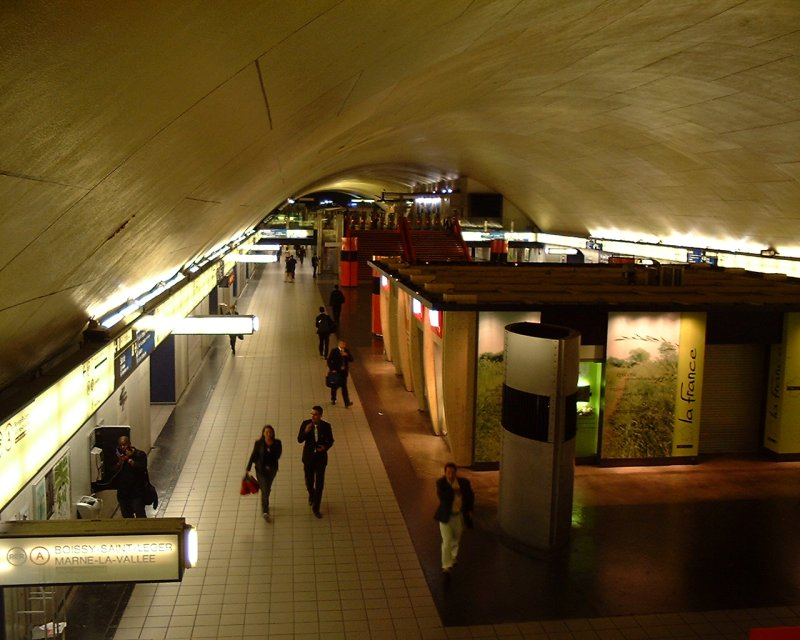
Le hall de la gare en 2005.
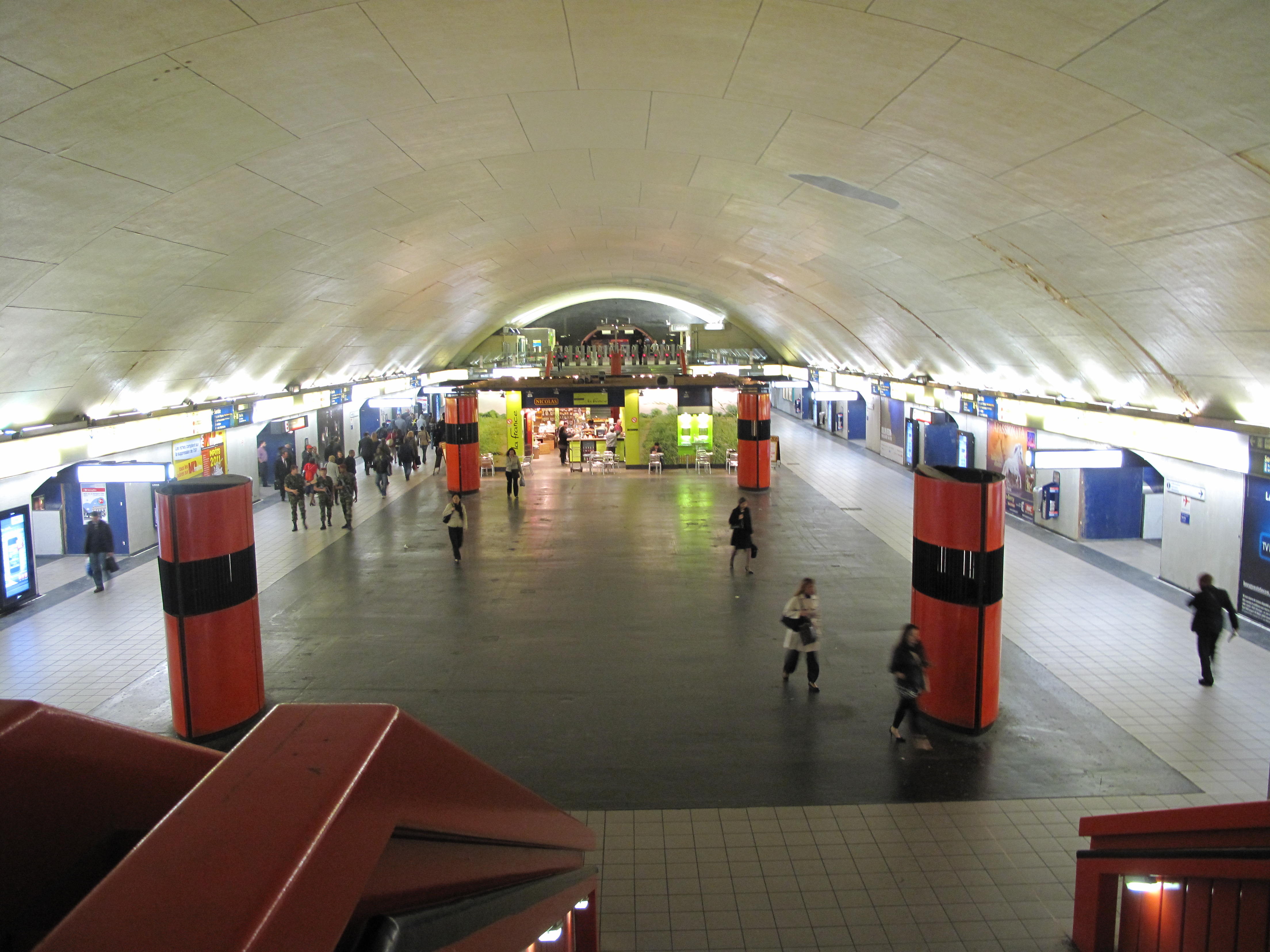
Le hall de la gare en 2011.
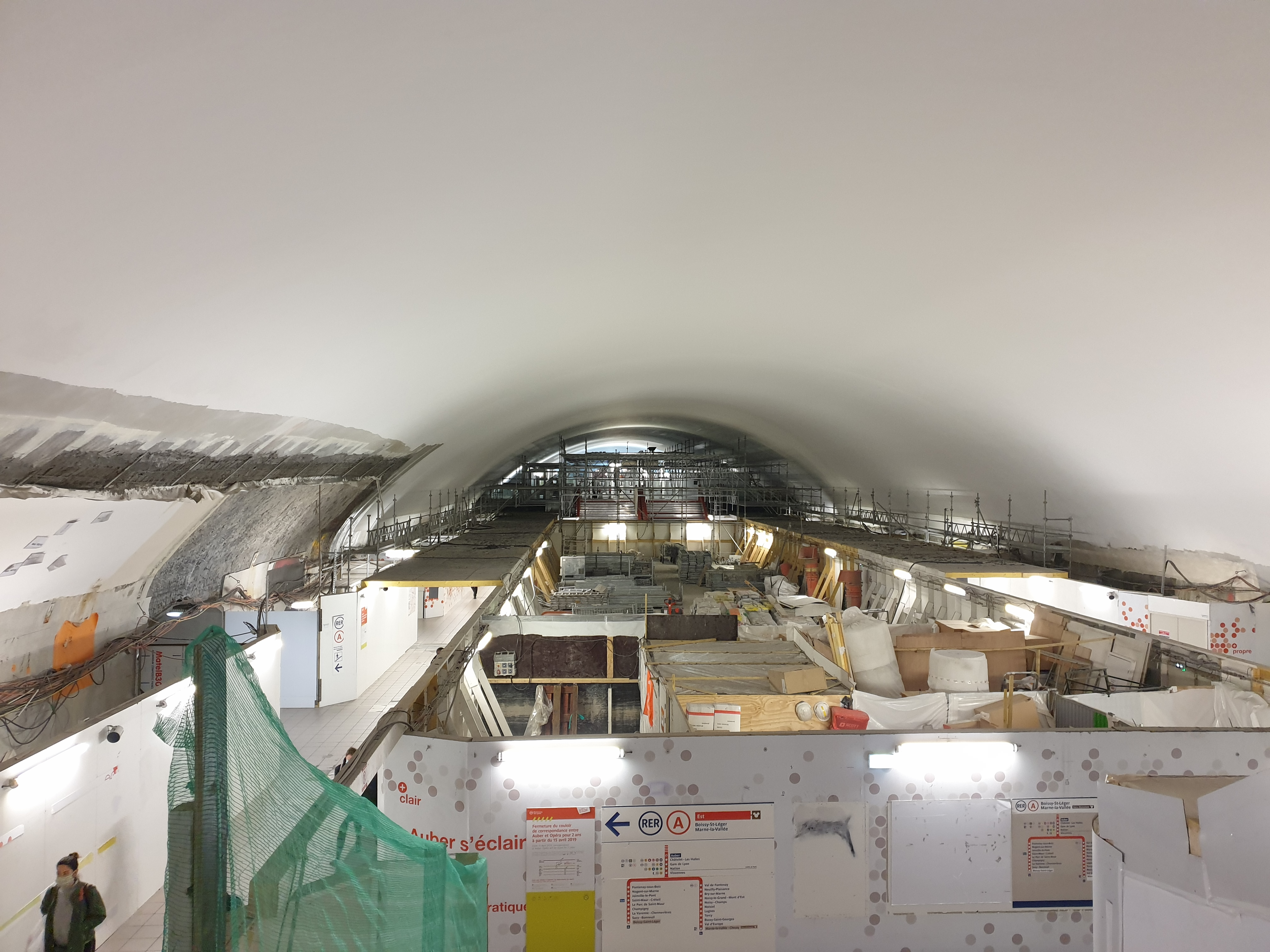
Rénovation du hall principal en octobre 2020.
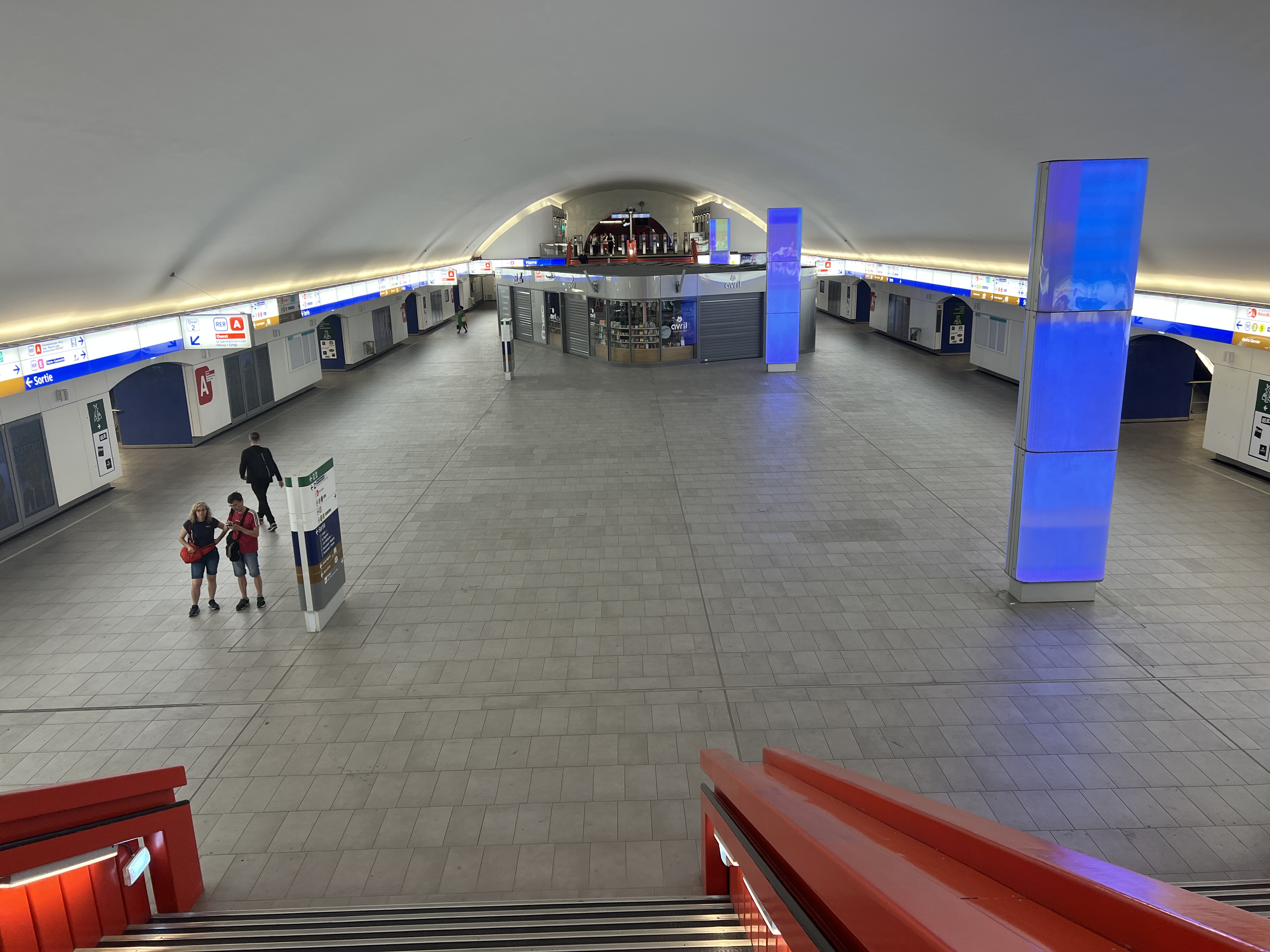
Le hall de la gare après rénovation, en juin 2023.